# Comté de Beaver (Pennsylvanie)
Pour les articles homonymes, voir Comté de Beaver et Beaver.
Le comté de Beaver est un comté américain de l'État de Pennsylvanie. Au recensement des États-Unis de 2020, le comté compte 168 215 habitants.
Le comté a été créé le 12 mars 1800, à partir des comtés d'Allegheny et de Washington. Il fait partie de la région métropolitaine de Pittsburgh. Le siège du comté est localisé à Beaver.
Le 31 mai 1985, le nord du comté a été frappé par une tornade de classe F3.

## Comtés adjacents
|                                                                | Comté de Lawrence   |                   |
| Comté de Hancock Virginie-Occidentale Comté de Columbiana Ohio | comté de Beaver     | Comté de Butler   |
|                                                                | Comté de Washington | Comté d'Allegheny |

## Démographie
| Groupe            | Comté de Beaver | Pennsylvanie | États-Unis |
| ----------------- | --------------- | ------------ | ---------- |
| Blancs            | 85,5            | 73,5         | 58         |
| Latino-Américains | 2,1             | 8,1          | 19         |
| Afro-Américains   | 6,6             | 10,5         | 12,1       |
| Asiatiques        | 0,6             | 3,4          | 6,2        |
| Métis             | 4,6             | 3,3          | 4,1        |
| Autres            | 0,3             | 0,4          | 0,5        |
| Amérindiens       | 0,1             | 0,1          | 0,9        |
| Océano-américains | 0,03            | 0,02         | 0,2        |
| Total             | 100             | 100          | 100        |